# Cynoglossus ochiaii
Cynoglossus ochiaii is een straalvinnige vissensoort uit de familie van hondstongen (Cynoglossidae). De wetenschappelijke naam van de soort is voor het eerst geldig gepubliceerd in 2008 door Yokogawa, Endo & Sakaji.